# إل كاستل دي غواداليست
بلدية إل كاستل دي غواداليست (بالإسبانية: El Castell de Guadalest)‏, هي بلدية تقع في مقاطعة اليكانتي. جنوب شرق إسبانيا. يبلغ عدد سكانها 204 نسمة.

## وصلات خارجية
- (بالإسبانية)